# Стенлі Донен
Стенлі Донен (англ. Stanley Donen; 13 квітня 1924, Колумбія, США — 21 лютого 2019, Нью-Йорк, США) — американський кінорежисер, продюсер і хореограф, який отримав на батьківщині титул «короля голлівудських мюзиклів».

## Біографія
Стенлі Донен народився в Колумбії, в Південній Кароліні у єврейській родині. Відвідував Університет Південної Кароліни, а потім, за підтримки матері, вирушив до Нью-Йорка, де в 16-річному віці дебютував як танцюрист у знаменитому мюзиклі Роджерса і Харта «Пол Джоуї», в якому грав початківець актор Джин Келлі.
Кінокар'єра Донена стартувала на студії «Metro-Goldwyn-Mayer» як хореографа і танцюриста в музичному фільмі «Найкращий форвард» з Люсіль Болл. У 1944 році він виступив хореографом Джина Келлі в знаменитій картині «Columbia Pictures» «Дівчина з обкладинки» з Рітою Гейворт в головній ролі.
Першою режисерською роботою Стенлі Донена стала спільна екранізація з Джином Келлі мюзиклу Бетті Комдив і Адольфа Грена «Звільнення у місто» в 1949 році, деякі пісні для якого написав Леонард Бернстайн. Його наступним проєктом став мюзикл 1951 «Королівське весілля», зі знаменитою сценою танцю Фреда Астера на стелі. У 1952 році Доненом був закінчений новий проєкт, «Співаю під дощем», де головну роль знову виконав Келлі. Цей кіномюзикл отримав декілька премій і номінацій на багато престижних кінопремій, включаючи «Оскар» і «Золотий глобус», і в даний час вважається одним з найкращих голлівудських мюзиклів.
У 1950-х роках на екрани вийшов ще ряд успішних м'юзиклів Донена, включаючи «Сім наречених для семи братів» (1954), «Завжди гарна погода» (1955), «Забавне личко» (1957), «Піжамна гра» (1957) і «Чортові янкі» (1958). З останнього почалося багаторічне співробітництво Донена з графічним дизайнером Морісом Байндером.
З кончиною ери голлівудських мюзиклів кар'єра Стенлі Донена пішла на спад, хоча надалі він зняв ще кілька популярних комедій і драм, у тому числі детективних, серед яких «Шарада» (1963), «Арабеска» (1966), «Двоє в дорозі» (1967) і «Засліплений бажаннями» (1967). У 1980 році він виступив режисером фантастичного трилера «Сатурн-3», після того як Джон Баррі був знятий з цієї посади. Його останньою роботою став телевізійний фільм «Любовні листи», що вийшов на екрани в 1999 році.
За роки своєї кар'єра Стенлі Донен п'ять разів номінувався на премію Американської гільдії кінорежисерів, але жодного разу за свої фільми не отримав навіть номінації на премію «Оскар». У 1998 році на 70-й церемонії премії Американської кіноакадемії Стенлі Донен була вручена почесна статуетка «Оскара» за його внесок у розвиток американського кіно.

## Фільмографія
- 1958 : «Роздратований» / (Indiscreet)
- 1980 : «Сатурн 3» / (Saturn 3)
- 1984 : «У всьому винен Ріо» / (Blame It on Rio)